# 横幕玲王奈
横幕 玲王奈（よこまく れおな）は、日本の声優。

## 出演作品

### テレビアニメ
- 発明BOYカニパン（村長ロボト 他）
- ビックリマン2000（着流し三助）
- メダロット（辛口コウジ）
- るろうに剣心 -明治剣客浪漫譚-（男）

### ゲーム
- メダロットシリーズ（辛口コウジ）
  - メダロット3
  - メダロット4

### ミュージカル
- ケロケロちゃいむ（サルカル）

### その他
- 自主制作アニメ　『激倒！ドミトル』（冷泉院為任・電磁力）

| スタブアイコン | サブスタブ | この項目は、まだ閲覧者の調べものの参照としては役立たない、声優（ナレーターを含む）に関連した書きかけの項目です。この項目を加筆・訂正などしてくださる協力者を求めています（P:アニメ/PJ:芸能人）。 |